# Чиканское муниципальное образование
Чиканское сельское поселение — муниципальное образование со статусом сельского поселения в 
Жигаловском районе Иркутской области России. Административный центр — село Чикан.

## Демография
По результатам Всероссийской переписи населения 2010 года
численность населения муниципального образования составила 489 человек, в том числе 244 мужчины и 245  женщин.

## Населённые пункты
- село Чикан
- деревня Грехова
- деревня Келора
- деревня Якимовка